# أنجليكا لي
أنجليكا لي (بالإنجليزية: Angelica Lee)‏ (و. 1976 – م) هي ممثلة، ومغنية من ماليزيا. ولدت في قدح.

## جوائز
حصلت على جوائز منها:
- جائزة الحصان الذهبي لأفضل ممثلة رائدة  [لغات أخرى]‏، عن عمل: The Eye (2002 film) [الإنجليزية]‏ (2002).[6]

## وصلات خارجية
- أنجليكا لي على موقع IMDb (الإنجليزية)
- أنجليكا لي على موقع ألو سيني (الفرنسية)
- أنجليكا لي على موقع ميوزك برينز (الإنجليزية)
- أنجليكا لي على موقع ديسكوغز (الإنجليزية)
- أنجليكا لي على موقع قاعدة بيانات الفيلم (الإنجليزية)
- أنجليكا لي على موقع كينوبويسك (الروسية)